# جين لامبل دي جروت
جين لامبل دي جروت (بالهولندية: Jeanne Lampl-de Groot)‏ (16 تشرين الأول 1895- 4 نيسان 1987) طبيبة نفسانية هولندية معروفة بعملها مع سيجموند فرويد وبحوثها في الحياة الجنسية للإناث.

## النشأة والتعلم
ولدت جين لامبل دي جروت في 16 تشرين الأول 1895، وهي الثالثة من بين أربعة أطفال والدتها هنرييت دوبون ووالدها إم سي إم. دي جروت في شيدام. التحقت بجامعة ليدن لدراساتها الجامعية وانتقلت إلى جامعة أمستردام للحصول على شهادتها الطبية وحصلت على الدكتوراه في عام 1921.

## السيرة المهنية والبحوث
عندما كانت طالبة صادفت كتاب «تفسير الأحلام» لسيجموند فرويد الذي سحرها. بعد الانتهاء من دراستها كتبت إلى فرويد، وسألته عما إذا كان يمكنها أن تأتي إليه لتعلم التحليل النفسي.
بدأت لامبل دي جروت حياتها المهنية من خلال الدراسة مع سيجموند فرويد لمدة ثلاث سنوات من 1922-1925. خلال هذه السنوات أقامت علاقة شخصية ومهنية وثيقة مع فرويد وابنته آنا. حضرت دورات وندوات في جمعية فيينا وعملت أيضاً في عيادة الطب النفسي في فاغنر فون جواريج. كانت تخطط لتأسيس عيادة تحليلية في هولندا بعد تدريبها، لكن فرويد أوصاها بالذهاب إلى برلين للعمل في معهد برلين لمدة عام أو عامين.بعد دراستها مع فرويد، تدربت في مجال طريقة التحليل النفسي في معهد التحليل النفسي في برلين من عام 1925 إلى عام 1933. عندما تولى هتلر السلطة عادت الأسرة إلى فيينا، حيث تم تجديد جمعية التحليل النفسي وكان التحليل مزدهراً. علاوة على ذلك، طورت آنا فرويد تدريب وعلاج تحليلي للأطفال. اهتمت لامبل دي جروت بتحليل الطفل، وبناءً على توصية الدكتورة سيغفريد بيرنفيلد، كانت تعمل محللة استشارية في الطب النفسي في عيادة توجيه الطفل في برلين.  عملت في معهد التحليل النفسي في فيينا لمدة خمس سنوات بعد أن أنجزت مهمتها في معهد برلين، حُفزت على الانتقال عن طريق انتخاب الحزب النازي في برلين في عام 1933. في عام 1938 هاجرت العائلة إلى هولندا بسبب تهديد نظام هتلر. استقروا في أمستردام حيث استأنفوا العمل في عيادتهم التحليلية وبدأوا برنامج تدريب للمحللين. في ذلك الوقت، تأسست الجمعية الهولندية 1917، وكانت مؤلفة من عشرة أعضاء ممارسين فقط. خلال الحرب العالمية الثانية، عقدت هذه المجموعة الصغيرة دورات وندوات «تحت الأرض» وبعد الحرب تأسس المعهد الهولندي للتحليل النفسي (1946). واصلت لامبل دي جروت تأسيس المعهد الهولندي للتحليل النفسي مع زوجها بعد عودتها إلى هولندا، كان الدافع وراء تحركهم مرة أخرى هو الوضع السياسي الألماني والغزو الوشيك للنمسا. في المعهد طورت لامبل دي جروت تدريبات رسمية للمعالجين والمحللين. في عام 1950 نظمت أول مؤتمر لمحللي التحليل الأوروبي في فترة ما بعد الحرب في أمستردام، كما كتبت عدة أوراق عن الحياة الجنسية للإناث، ثم نقلت بحثها إلى استكشاف التحليل النفسي وعلاقته بالعلوم الأخرى.
غطت لامبل دي جروت في منشوراتها مجموعة من الموضوعات التحليلية النفسية. كانت النرجسية وعلم النفس النسائي موضوعين عالجتهما باستفاضة. كتاباتها ذات أهمية أساسية في تقدم التحليل النفسي كعلم. كان نهجها المستقل في استكمال عمل فرويد واضحاً من مقالتها الأولى في عام 1927. كانت أول مؤلفة لوصف وتعيين عقدة أوديب بالنسبة للفتيات الناميات، وقد تناولت هذا الموضوع في المنشورات اللاحقة (1982). تأثرت بشدة بعلم نفس الأنا لآنا فرويد وهاينز هارتمان، واستخدمت رؤى مكتسبة حديثاً في عمل الأنا ودور القدرة الكلية في النرجسية في عملها. هناك صلة واضحة بين عملها في النرجسية وفرويد. دمجت هذه الأفكار في مقالاتها التي تصف الدفاع كوظيفة للأنا وأهميتها في تنمية الشخصية.
جُمعت أعمالها من قبل الأصدقاء والزملاء وقُدمت لها بمناسبة عيد ميلادها التسعين.

## الجوائز والتكريم
كُرمت لامبل دي جروت في حياتها، واعتُرِف بها من قبل العديد من جمعيات الطب النفسي والتحليل النفسي لإنجازاتها. في عام 1963، أصبحت نائبة رئيس الشرف للجمعية الدولية للتحليل النفسي. حصلت على شهادة الدكتوراه الفخرية في جامعة أمستردام، عام 1970. اعتُرِف بها أيضًا كعضو فخري في الجمعية الهولندية للطب النفسي والعصبية في عام 1971.

## الحياة الشخصية
في عام 1925 انتقلت إلى برلين، حيث التقت بزوجها المستقبلي الدكتور هانز لامبل، الذي كان في الأصل من فيينا وصديقاً لعائلة فرويد.
في 7 نيسان 1925، تزوجت لامبل دي جروت من هانز لامبل، طبيب نفسي آخر عاشق سابق لآنا فرويد. لديهما طفلان، هنرييت وإديث. توفت في 4 أبريل 1987 في زوولي.